# Troides hypolitus
Rippon’s Birdwing, Troides hypolitus là một loài bướm ngày cánh chi đặc hữu của Moluccas và Sulawesi.

## Hình ảnh

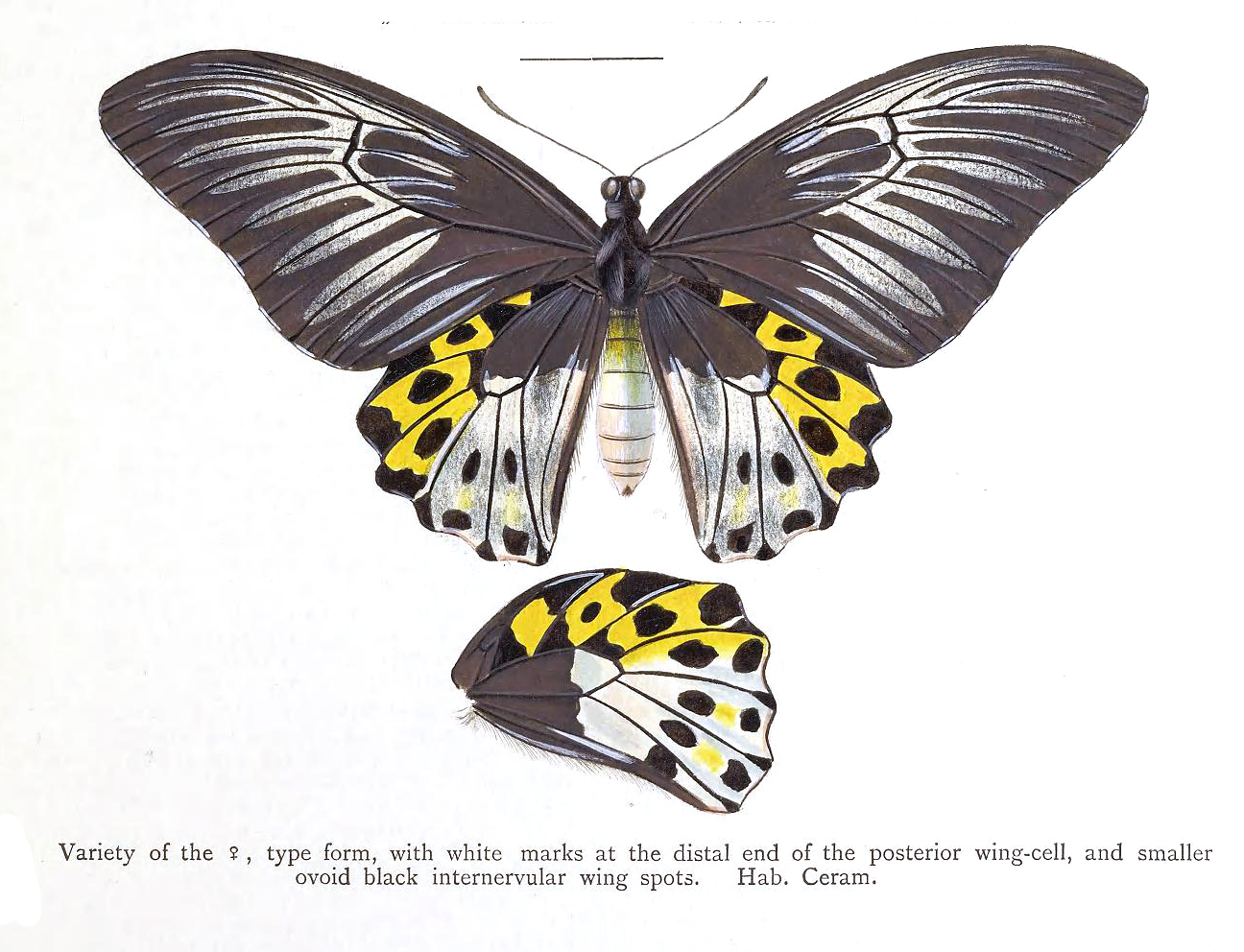
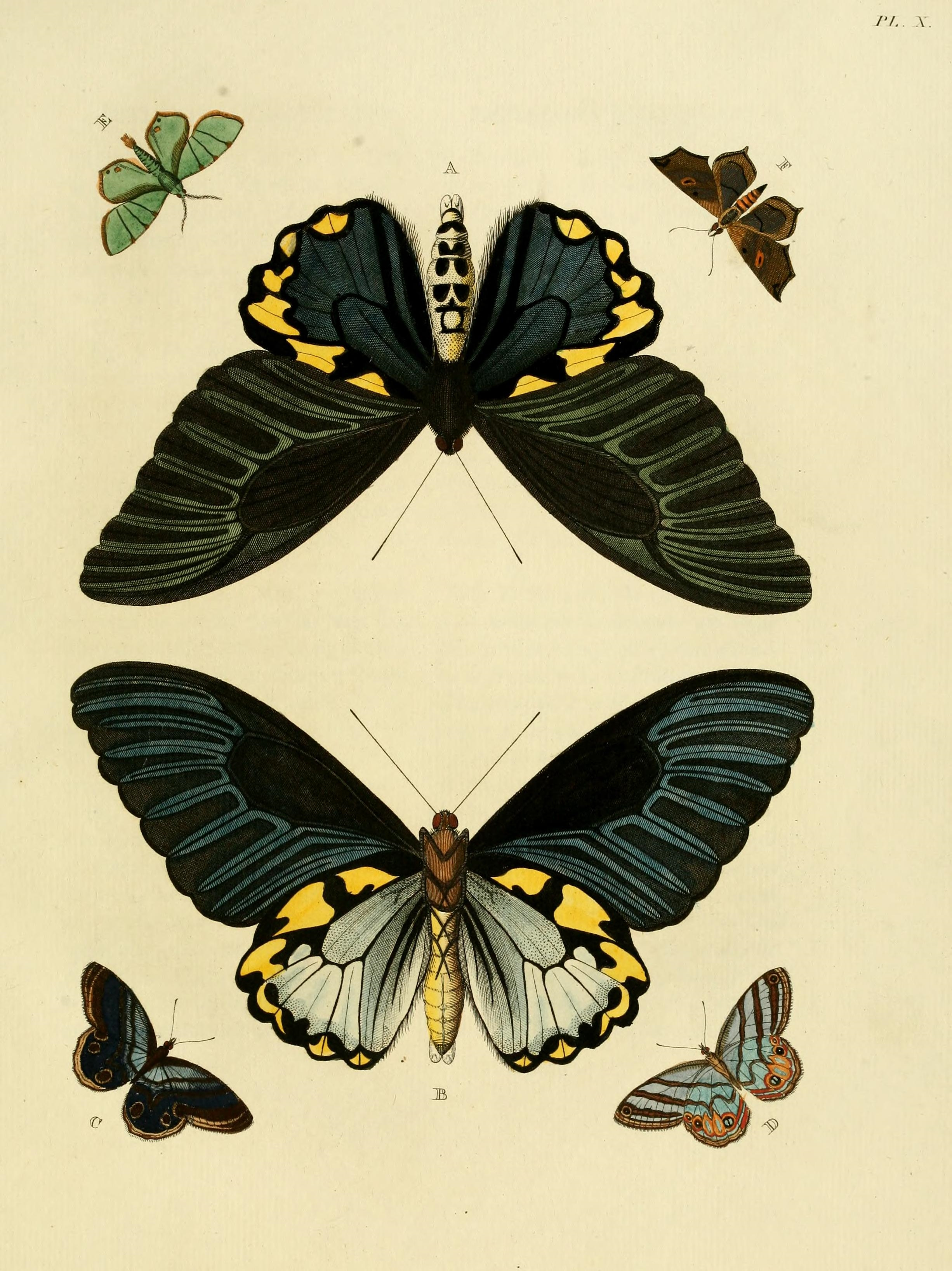
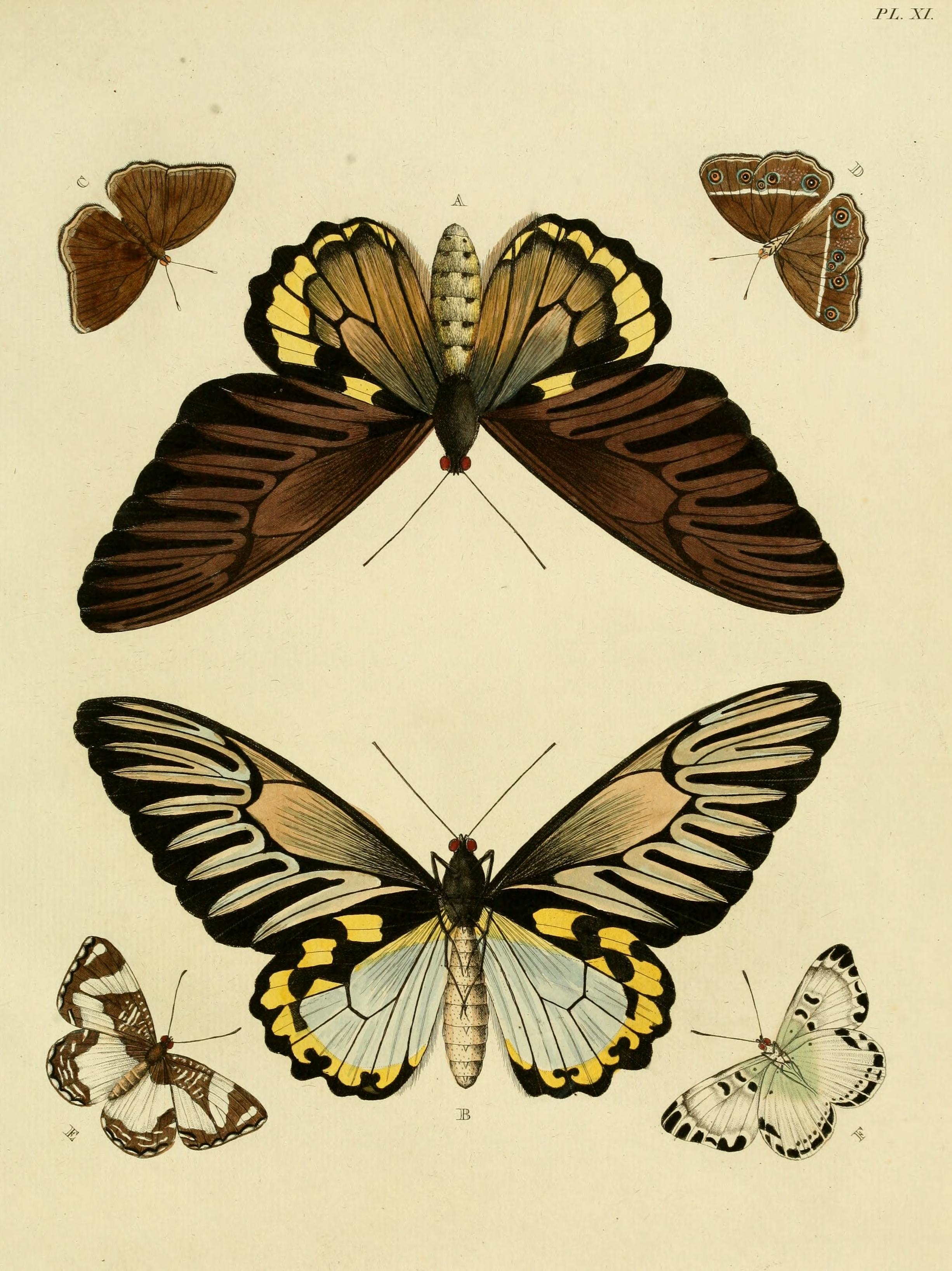
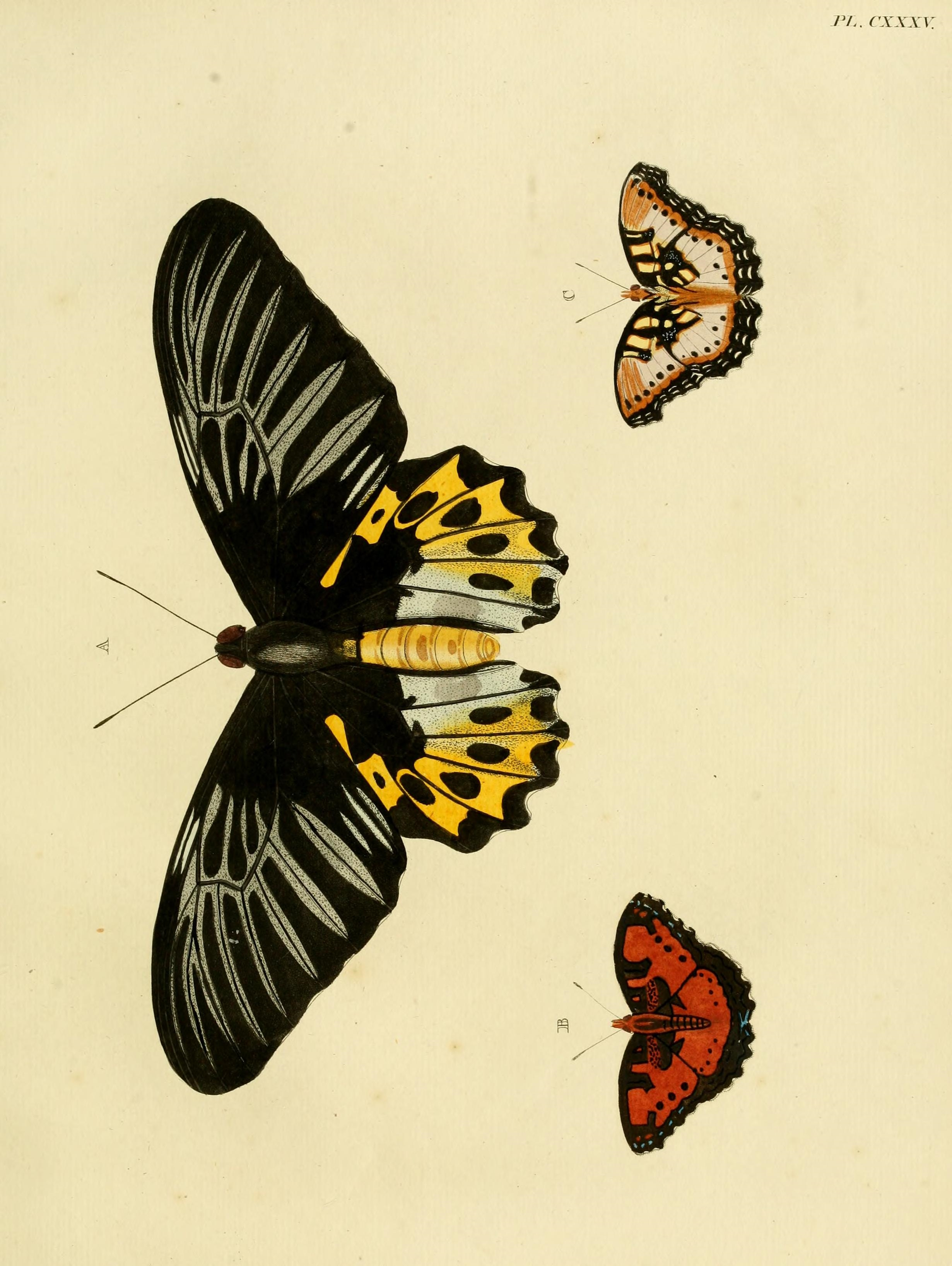